# 軍医
軍医（英: army surgeon（陸軍）、naval surgeon（海軍））は、軍隊構成員である医師である。軍医は衛生下士官、衛生兵、看護人、看護師などとともに衛生要員（傷病者の診療に従事する、非戦闘員である軍隊構成員）に含まれる。陸・海・空の三自衛隊では医官と呼ばれ、「診療に従事する隊員（陸・海・空の自衛官）のうち医師資格のあるもの」がこれだ

## 各国の軍医
ローマ時代の軍隊には、軍医長(medicus legionis)が配属されていたとされる。
- ドミニク・ジャン・ラレー（英語版） - ナポレオン軍に従軍した軍医。救急車やトリアージなど近代的な医療システムの構築を行った[3]。